# 林秀山
林秀山（1954年2月—），男，黑龙江呼兰人，中华人民共和国政治人物。

## 生平
1974年6月，加入中国共产党。1977年，毕业于哈尔滨师范学院中文专业。1987年9月至1992年10月，任穆棱县委副书记。1992年10月，任穆棱县委书记。1995年12月，任齐齐哈尔市副市长；1996年2月，任齐齐哈尔市副市长、党组成员。2001年3月，任中共齐齐哈尔市委常委、副市长。2002年10月，任齐齐哈尔市委副书记。2003年5月-6月，任齐齐哈尔市委副书记、代市长、党组书记。2003年6月，任齐齐哈尔市委副书记，政府市长、党组书记。2008年1月，任中共佳木斯市委委员、常委、书记。2011年8月，升任黑龙江省人力资源和社会保障厅厅长，党组书记。2013年4月，升任中共黑龙江省委组织部副部长、人力资源和社会保障厅党组书记。2013年7月17日，因涉刘铁男案，被中央纪委专案组带走调查；2013年11月20日，被免除职务。